# Autonomní provincie Bolzano
Autonomní provincie Bolzano-Horní Adiže resp. Autonomní provincie Bolzano-Jižní Tyrolsko (it. Provincia autonoma di Bolzano-Alto Adige, něm. Autonome Provinz Bozen-Südtirol, ladinsky Provinzia autonòma de Balsan/Bulsan–Südtirol) je jedna ze dvou provincií v italské autonomní oblasti Tridentsko-Horní Adiže (Trentino-Alto Adige). Sousedí na severu s Rakouskem, na východě s provincií Belluno, na jihu s autonomní provincií Trento, na jihozápadě s provincií Sondrio a na západě se Švýcarskem. Z hlediska historických hranic odpovídá provincie Bolzano zhruba severní polovině Jižního Tyrolska.
Provincie vykonává mnoho funkcí, které jinde vykonává oblast. Administrativně se člení na 8 okresních společenství (německy Bezirksgemeinschaft, italsky Comunità comprensoriale; plurál Bezirksgemeinschaften, Comunità comprensoriali) se 116 obcemi. Jedním z těchto okresních společenství je i provinční metropole Bolzano.

## Jazyková situace
Provincie je oficiálně trojjazyčná. 69,15 % obyvatel mluví německy, 4,37 % má jako rodný jazyk ladinštinu a zbytek italštinu. Italsky mluvící obyvatelstvo se soustřeďuje v hlavním městě provincie Bolzanu (něm. Bozen) a v Meranu (něm. Meran). Italové žijí také ve městech Bressanone (něm. a čes. Brixen), Laives (něm. Leifers) a Bronzolo (něm. Branzoll). Ladinsky mluvící obyvatelstvo obývá Val Gardena (lad. Gherdëina, něm. Grödnertal) a Val Badia (lad. Le Gran Ega, něm. Gadertal).[zdroj?]

## Historie
Itálie toto území anektovala 10. září 1919 po porážce ústředních mocností v první světové válce. Převzala je jako členský stát vítězné Dohody od rozpadajícího se Rakouska-Uherska s odvoláním na londýnskou úmluvu z roku 1915.[zdroj?]
Původně žili v regionu Ladinové, následně oblast obsadili Římané. V 6. až 7. století sem přišli Bavorové. V roce 740 se region stal součástí Franské říše. Roku 1363 přešel - jako celé tehdejší hrabství Tyrolsko - pod Habsburskou monarchii. Přibližně dvě třetiny lidí zde i v současnosti používají svůj rodný jazyk němčinu.[zdroj?]

## Politika
Provincie má širokou autonomii a je součástí autonomního regionu Trentino-Alto Adige. Zákon z roku 1972 však přenesl většinu pravomocí tohoto regionu na provincie; Jižní Tyrolsko tak de facto představuje samostatný region.
Stát Itálie se stará zejména o obranu, policii, soudy a rozpočet. Oblasti které sice spravuje stát, ale region je může ovlivňovat, jsou pak sport, vzdělání a zdravotní. Oblasti plně ve správě regionu poté představují kultura, školky, silniční síť a veřejná doprava, bydlení, turismus, obchod, průmysl, zemědělství a ochrana přírody
V čele provincie je guvernér (Landeshauptmann, doslova zemský hejtman), který je šéfem zemské vlády (Landesregierung). Zákonodárným sborem je Zemský sněm Jižního Tyrolska.
Politicky provincii suverénně dominuje Jihotyrolská lidová strana.

### Výsledky posledních voleb do Zemského sněmu (říjen 2023)
|                          |                                 |         |       |         |         |
| Strana                   | Strana                          | Hlasy   | Hlasy | Mandáty | Mandáty |
| Strana                   | Strana                          | Počet   | %     | Počet   | ±       |
|                          | Jihotyrolská lidová strana      | 97 092  | 34.5  | 13      | −2      |
|                          | Team Köllensperger              | 31 201  | 11.1  | 4       | -2      |
|                          | Jihotyrolská svoboda            | 30 583  | 10.9  | 4       | +2      |
|                          | Zelení                          | 25 445  | 9.1   | 3       | ±0      |
|                          | Bratři Itálie                   | 16 747  | 6.0   | 2       | +1      |
|                          | JWA – Wirth Anderlan            | 16 596  | 5.9   | 2       | +2      |
|                          | Svobodní                        | 13 836  | 4.9   | 2       | ±0      |
|                          | Demokratická strana             | 9 707   | 3.5   | 1       | ±0      |
|                          | Za Jižní Tyrolsko s Widmannem   | 9 646   | 3.4   | 1       | +1      |
|                          | Liga–Společně za Jižní Tyrolsko | 8 541   | 3.0   | 1       | -3      |
|                          | La Civica                       | 7 301   | 2.6   | 1       | +1      |
|                          | Vita                            | 7 220   | 2.6   | 1       | +1      |
|                          | Hnutí pěti hvězd                | 2 086   | 0.7   | 0       | -1      |
|                          | Enzian                          | 1 990   | 0.7   | 0       | ±0      |
|                          | Forza Alto Adige                | 1 625   | 0.6   | 0       | ±0      |
|                          | Středopravice                   | 1 601   | 0.6   | 0       | ±0      |
| Celkem                   | Celkem                          | 281 219 | 100   | 35      | ±0      |
| Zdroj: Provincie Bolzano |                                 |         |       |         |         |

Roční rozpočet Jižního Tyrolska se většinou pohybuje okolo 5 miliard euro. Z toho je zhruba desetina odváděna státu a devět desetin zůstává v regionu. 
Hrubé odhady rozpočtu předpokládají že na
- vzdělávání a kultuře je utraceno kolem 750 mil. euro (15 %)

- administrativě je utraceno kolem 600 mil. euro (12 %)

- zdravotnictví je utraceno kolem 1 600 mil. euro (32 %)

## Povrch
Hory
- Dolomity : Sasso Lungo, Sasso Piatto, Latemar, Sella, Piz Boe, Cima della Plose, Cima del Catinaccio, Sciliar
- Sextenské Dolomity : Punta Tre Scarperi, Tre Cime di Lavaredo
- Východní Alpy : Ortler (Ortler, Königspitze, Monte Zebrú, Vertainspitze), Ötztalské Alpy (Weisskugel, Similaun, Hohe Wilde)

Údolí
- Val d'Adige: Val Passiria, Val d'Ultimo
- Valle Isarco: Val di Tires, Val Gardena, Val Ridanna, Val Sarentino, Val d'Ega
- Val Pusteria: Valli di Tures e Aurina, Val Badia, Valle di Casies, Val Fiscalina, Valle di Anterselva, Val di Landro.
- Val Venosta: Val di Monastero, Val Soldana, Val Martello, Val di Senales

## Okolní provincie
| Růžice kompasu |                             |        |         | Růžice kompasu |
| Růžice kompasu | Sever                       |        |         | Růžice kompasu |
| Růžice kompasu | Autonomní provincie Bolzano |        |         | Růžice kompasu |
| Růžice kompasu | Jih                         |        |         | Růžice kompasu |
| Růžice kompasu | Sondrio                     | Trento | Belluno | Růžice kompasu |